# Айлин Чайкън
Айлин Чайкън (родена на 30 юни 1956) е създателката, основен сценарист и изпълнителен продуцент на американско-канадския телевизионен сериал „Ел Връзки“ и на американското реалити-шоу „Истинските Ел Връзки“.
Преди да стане известна с тази продукция тя е работила върху няколко филма, сред които „Бодлива тел“ (1996) с Памела Андерсън, „Dirty Pictures“ (2000) и „Damaged Care“ (2002). Чайкън също така е работила и като координиращ продуцент за сериала „Свежият принц от Бел Еър“ с Уил Смит и като асоцииран продуцент на филма „Satifaction“ (1988). През 80-те години обучава агенти на актьори към Creative Artists Agency, а също така и за компанията на Арън Спелинг и Куинси Джоунс.
Чайкън е открита лесбийка и с бившата си партньорка Миги Хууд има дъщери близначки, Талула и Аугуста.
През 2013 г. се жени за Луан Брикхаус, бивша изпълнителна директорка в Дисни.